# Genelo Anzevaci
Genelo Anzevaci (em armênio: Գնել Անձևացի; romaniz.: Gnel Anjewacʼi; m. 374) foi um nobre armênio (nacarar) do século IV da família Anzevaci, ativo no reinado de Papa (r. 370–374).

## Nome
Genelo (Genelus) é a forma latina do armênio Guenel (Գնել, Gnel), que derivou do verbo gneay (գնեայ), "comprar".

## Vida

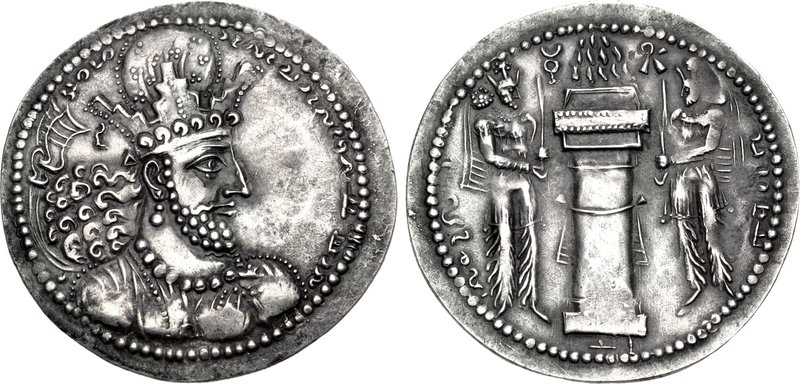
Dracma de r.

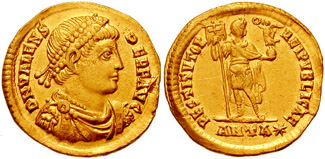
Soldo de Valente r.

Genelo nasceu em data incerta ao longo do século IV e era naapetes (chefe) de seu clã, a família Anzevaci. No rescaldo da Batalha de Ganzaca de 371, que opôs um exército aliado armeno-romano liderado pelos generais Terêncio e Musel I e as tropas invasoras do xainxá Sapor II (r. 309–379), Cílaces foi designado para proteger a fronteira em Ganzaca com 30 mil lanceiros sob seu comando. Nessa posição, recebeu emissários de Sapor e lhes prometeu trair o rei Papa (r. 370–374) em troca de ricos presentes. Genelo foi um dos nobres que foram contra essa traição e secretamente informou o rei das maquinações de Cílaces. Papa ordenou que Cílaces deixasse os 30 mil lanceiros sob seu comando com Genelo e retornasse à capital. Moisés de Corene afirmou que Genelo recebeu o ofício de asparapetes, mas essa informação é improvável, haja vista ela ter sido uma posição hereditária da família Mamicônio.
Genelo reaparece anos depois, em 374, mas as fontes divergem a respeito de seu destino. Segundo Fausto, participou no banquete oferecido a Papa pelos romanos, onde o rei foi assassinado. Ao tomar ciência do ocorrido, Genelo atacou um dos legionários que golpeou o rei e o matou, mas logo em seguida foi atingido no crânio na altura dos olhos pela espada de Terêncio e morreu. Moisés de Corene, por sua vez, alegou que Papa decidiu rebelar-se contra Valente (r. 364–378) (anacronicamente referido como Teodósio I, r. 378-395), que o ajudou anos antes a ascender, após tomar ciência de distúrbios no Império Romano. Para tal, expulsou o general Terêncio, que fugiu com suas tropas, mas recebeu ordens de retornar e contornar a situação. Terêncio atacou o acampamento de Papa de surpresa e matou muitos soldados, provocando a fuga de outros. Genelo impôs resistência aos atacantes, mas Terêncio o matou cortando sua cabeça ao meio e prendeu Papa, que foi levado acorrentado ao imperador e foi executado.